# River Evenlode
River Evenlode är ett vattendrag i Storbritannien.   Det ligger i riksdelen England, i den södra delen av landet, 90 km väster om huvudstaden London.